# Puttalam
Puttalam (Singalees: Puttalama; Tamil: Puttaḷam) is een plaats in Sri Lanka en is de hoofdplaats van het district Puttalam.
Puttalam telde in 2001 bij de volkstelling 40.967 inwoners.

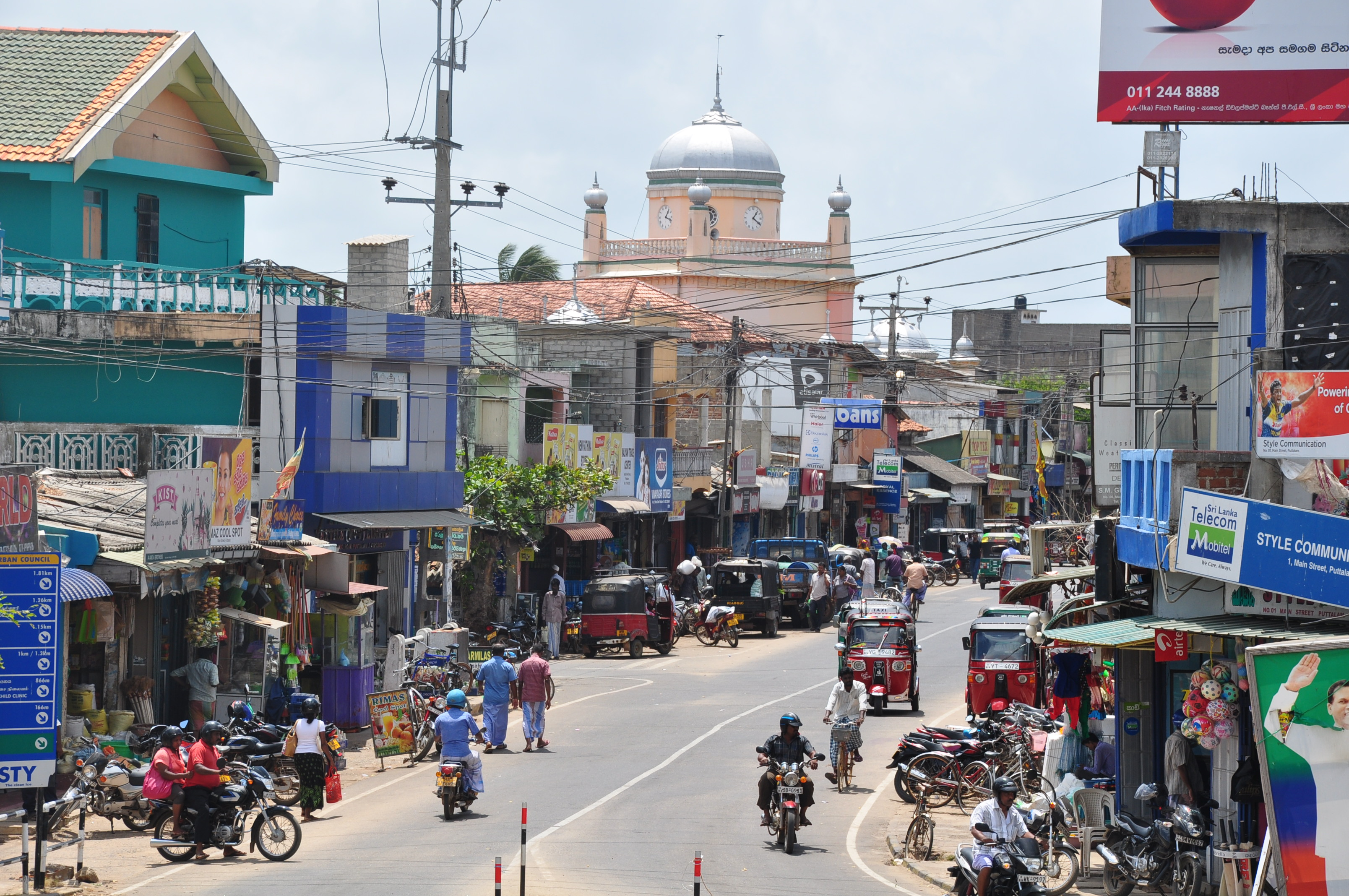
Straatbeeld in het centrum van Puttalam